# Списък с епизоди на „Имението Даунтън“
Имението Даунтън (оригинално заглавие: Downton Abbey, на английски: Абатство Даунтън) е британски драматичен сериал, създаден от Джулиан Фелоуз и ко-продуциран от Carnival Films и Masterpiece. Първото му излъчване бе по телевизия ITV в Обединеното кралство на 26 септември 2010 г.
Сериалът е заснет в йоркширското абатство на Даунтън и разказва за живота на аристократичното семейство Кроли и прислужниците му през Едуардската ера – с големите събития в историята, които отразяват ефект в живота им, както и на британската социална йерархия. Подобни събития в сериала включват новините за потъването на Титаник в първи сезон; избухването на Първата световна война, Испанската пандемия във втори сезон; Междувоенният период и борбата за независимост за Република Ирландия в трети сезон.

## Сезони и епизоди
| Сезон | Сезон | Епизоди | Излъчване            | Излъчване          |
| Сезон | Сезон | Епизоди | Премиера             | Финал              |
| ----- | ----- | ------- | -------------------- | ------------------ |
|       | 1     | 7       | 26 септември 2010 г. | 7 ноември 2010 г.  |
|       | 2     | 8       | 18 септември 2011 г. | 6 ноември 2011 г.  |
|       | КЕ1   |         | 25 декември 2011 г.  |                    |
|       | 3     | 8       | 16 септември 2012 г. | 4 ноември 2012 г.  |
|       | КЕ2   |         | 25 декември 2012 г.  |                    |
|       | 4     | 8       | 22 септември 2013 г. | 10 ноември 2013 г. |
|       | КЕ3   |         | 25 декември 2013 г.  |                    |
|       | 5     | 8       | 21 септември 2014 г. | 9 ноември 2014 г.  |
|       | КЕ4   |         | 25 декември 2014 г.  |                    |
|       | 6     | 8       | 20 септември 2015 г. | 8 ноември 2015 г.  |
|       | КЕ5   |         |                      |                    |

## Епизоди

### Сезон 1 (2010)
(1912 – 14)
| № | # | Заглавие        | Режисура       | Сценарий                    | Първо излъчване      | Първо излъчване в България | Рейтинг (в милиони) |
| --- | - | --------------- | -------------- | --------------------------- | -------------------- | -------------------------- | ------------------- |
| 01 | 1 | Първи епизод    | Браян Пърсивал | Джулиан Фелоуз              | 26 септември 2010 г. | 17 декември 2013 г.        | 9.25                |
| Април 1912. Робърт, граф на Грантъм, и американската му жена, Кора живеят с трите си дъщери и многобройна прислуга в абатство Даунтън. Въпреки че начинът им на живот е съществувал от много поколения, пристигат новини, които заплашват бъдещето на титлата и имението. Братовчедът на лорд Грантъм – Джеймс Кроли, който е предполагаемият наследник, както и синът му Патрик, са загинали при потъването на Титаник. Тъй като Робърт и Кора нямат синове, далечен братовчед става наследник. След като имението има установен ред по наследяване, поради традиция, новият наследник ще получи земята и всички пари, които лорд Грантам получава с брака си с Кора. Най-възрастната дъщеря, Лейди Мери, е била сгодена с Патрик, но сега земята и богатството не могат да останат в семейството. Вайълет, майката на лорд Грантъм и Вдовицата графиня, е решена да наруши ординала, което лорд Грантъм и адвокатът му смятат за невъзможно. По това време лорд Грантъм наема бившия си ординарец, сакатия Джон Бейтс, да му бъде камериер, за изненада на иконома г-н Карсън и другите прислужници. Главната прислужничка, Ана, обаче, го симпатизира. Томас, амбициозен прислужник, който е искал работата, се опитва да подкопае Бейтс с помощта на камериерката на Кора г-жа О'Браян. Кора и Карсън убеждават лорда, че Бейтс не е подходящ за работата; Бейтс се разстройва. По-късно, обаче, лорд Грантъм променя решението си и моли Бейтс да се върне. Епизодът свършва с поглед към новия наследник, Матю Кроли, като научава за късмета си. |   |                 |                |                             |                      |                            |                     |
| 02 | 2 | Втори епизод    | Бен Болт       | Джулиан Фелоуз              | 3 октомври 2010 г.   | 17 декември 2013 г.        | 9.97                |
| Септември 1912. Матю Кроли, млад адвокат и новият наследник на графската титла и имението на Грантъм. Той пристига в абатство Даунтън с майка си Изабел. Той е неохотен да се адаптира към този нов начин на живот, но майка му мисли, че не трябва да удовлетворят семейството с това поведение. Матю осмива идеята да се ожени за една от дъщерите, когато Мери се появява и той веднага е привлечен от нея. Вдовицата графиня е открито враждебна към Изабел, както е Мери към Матю. Матю изненадва Вдовицата като казва, че ще продължи да работи като адвокат. В това време г-н Карсън е много дистресиран от писмо и Ана го вижда да краде храна. Оказва се, че Карсън е бил музикант на сцена и е изнудван от партньора си Чарлз Григ, крадец, укриващ се от закона, на когото е носил храна. Само г-н Бейтс, Ана, лейди Сибил и лорд Грантъм са наясно с това, затова няма страшно да се разчуе. Самата Вдовица започва да обмисля идеята Мери да се омъжи за Матю, но Мери е строго против този план. |   |                 |                |                             |                      |                            |                     |
| 03 | 3 | Трети епизод    | Бен Болт       | Джулиан Фелоуз              | 10 октомври 2010 г.  | 18 декември 2013 г.        | 8.97                |
| Март 1913. Кора се радва да научи, че Евелин Напиър, богатият син на благородник и вероятен кандидат ще ги посети. Той обаче се появява с красив турски дипломат, г-н Кемал Памук, който Мери много харесва. Тя не е единствената: Томас се сближава прекалено с турчина. Памук предлага да не казва никому в замяна на нещо друго. Едит се опитва да заинтересова Матю като му предлага да му покаже местните църкви. За нейно разочарование, той е по-заинтересован от сградите от нея. Бейтс купува приспособление, което да му помогна с накуцването му, но то е прекалено болезнено и го наранява, докато г-жа Хюз не разбира за това и не го накарва да се отърве от него. Тайната на Гуен (прислужничка) е разкрита: тренирала е да бъде секретарка. Бива обезсърчена от скептицизма на останалите прислужници, но Бейтс и Ана я окуражават, както и лейди Сибил. По време и след вечерята лейди Мери мисли само за г-н Памук, но когато той я целува тя го отблъсква. В същата вечер той се качва в стаята си, придружен от Томас. Той я съблазнява, но по средата на нощта той внезапно умира в леглото ѝ. За да предотврати скандал, Мери е принудена да потърси помощ от Ана и майка си, които местят г-н Памук в неговото легло. Без те да знаят, Дейзи, кухненската прислужница, ги вижда да носят тяло. Кора е ужасена от поведението на Мери, но обещава да не казва нищо на Робърт, тъй като това би разбило сърцето му. Мери е много разстроена заради смъртта на Памук. От поведението на Мери, Напиер разбира, че няма шанс с нея. |   |                 |                |                             |                      |                            |                     |
| 04 | 4 | Четвърти епизод | Браян Кели     | Джулиан Фелоуз              | 17 октомври 2010 г.  | 19 декември 2013 г.        | 9.70                |
| Май 1913. Пътуващ цирк минава през съседното село. Ана се разболява и остава в леглото за ден, посещавана от г-н Бейтс, който ѝ носи поднос с цвете. Г-жа Хюз (икономката) се среща със стар приятел, който отново ѝ предлага; тя обсъжда житейските си решения с г-н Карсън и отхвърля предложението след сериозно обмисляне, но излгежда доволна от решението си. Томас кани Дейзи да отиде с него на панаира, само за да дразни Уилиам, който я харесва. Въпреки че г-н Бейтс физически заплашва Томас, той е хладнокръвен и си заминава с усмивка. Мозли страда от алергична реакция към седефче, което Вайълет правилно диагнозира, след като Изабел смята, че е червен вятър. Карсън се страхува, че в Даунтън има крадец, след като разбира, че някои винени запаси липсват. Лейди Сибил продължава с експериментирането си с феминизма с помощта на новия шофьор от Ирландия, Брансън. След като посещава шивачката си, изумява всички като се показва пред семейството в тоалет, състоящ се от шалвари, а Брансън ѝ се възхищава от прозореца. |   |                 |                |                             |                      |                            |                     |
| 05 | 5 | Пети епизод     | Браян Кели     | Джулиан Фелоуз              | 24 октомври 2010 г.  | 20 декември 2013 г.        | 9.40                |
| Август 1913. Бейтс открива, че Томас краде вино от избата. Притеснен, че ще го докладват, Томас се опитва да обвини Бейтс в кражба на една от кутиите за емфие на лорд Грантъм, но плановете му са осуетени. Ана показва чувствата си към г-н Бейтс, но той ѝ казва, че не могат да са заедно. Докато слухове започват да се въртят около лейди Мери и „красивия турчин“. Дейзи се опитва да си мълчи, но не успява и разказва всичко не лейди Едит, която разкрива истината на турския посланик. В годишното цветарско шоу Изабел се съмнява в историята на печалбата на Вайълет, която печели наградите всяка година. |   |                 |                |                             |                      |                            |                     |
| 06 | 6 | Шести епизод    | Браян Пърсивал | Джулиан Фелоуз, Тина Пеплър | 31 октомври 2010 г.  | 23 декември 2013 г.        | 9.84                |
| Май 1914. Интересът на лейди Сибил към политиката и правата на жените се засилва с идващите избори, което е причина за големи разногласия между нея и лорд Грантъм. Междувременно, вероятно като резултат от писмото на лейди Едит, слуховете за лейди Мери и „красивия турчин“ се засилват и стигат до ушите на Карсън и на самата Вдовица графиня. Вайълет се изправя срещу Кора, която е принудена да ѝ разкаже цялата истина, оставяйки Вайълет почти толкова шокирана от поведението на Мери, колкото и нея. Едит се сприятелява със сър Антъни Стралан, след като той остана впечатлен от вежливостта и интереса ѝ към него. Г-жа О'Браян и Томас продължават да планират срещу Бейтс, опитвайки се да го набедят за кражбата на бутилка вино, която всъщност е открадната от Томас, видян от Бейтс. Томас предумва Дейзи да свидетелства срещу Бейтс, но съвестта ѝ я кара да отмени фалшивите си обвинения. Бейтс, обаче, изненадва Карсън, г-жа Хюз и Ана като разкрива, че някога е бил пияница и е бил в затвора за кражба; Карсън не иска да го пусне да си тръгне, осъзнавайки, че има още нещо зад тази история. Сибил кара Брансън да я закара до Рипън, за да отиде на изборите. Ранена е по време на шумна кавга, но е спасена от Матю, който се връща от работа. Лордът обвинява Брансън, но Сибил го защитава. По-късно същата вечер Мери и Матю си говорят и се отдават на спомените си, което ги кара да признаят любовта си един друг. Лорд и лейди Грантъм са възхитени да чуят, че Матю е предложил брак на Мери, но благодарение на огорчението на Кора, Мери чувства, че не може да приеме без да му каже за скандалната си тайна. Вдовицата се извинява за по-ранното си поведение към Кора и двете решават, че ако между Матю и Мери не потръгне, ще я омъжат за някой „непретенциозен италианец“. |   |                 |                |                             |                      |                            |                     |
| 07 | 7 | Седми епизод    | Брян Пърсивал  | Джулиан Фелоуз              | 7 ноември 2010 г.    | 26 декември 2013 г.        | 10.77               |
| Юли-август 1914. Обтегнати напрежения, заради убийството на ерцхерцога Франц Фердинанд. Семейството се връща от Лондон след дебютантския бал на Сибил, с изключение на Мери, която е отседнала при леля си и обмисля отговора си на Матю. Когато, за изненада на всички, Кора открива, че е бременна след осемнадесет години, лелята на Мери – лейди Роземунд Пейнсуик, я съветва да помисли за женитбата си с Матю, след като ситуацията ще се промени, когато детето, което майка ѝ очаква, се окаже момче. Мери научава от Евелин Напиер, че е била Едит, а не той, която е започнала със слуховете за нея и Памук. Чрез писмо до О'Браян Карсън научава за детайлите на престъплението на Бейтс: когато е бил войник е откраднал среброто на полковника. Въпреки това, Карсън, графът и Ана осъзнават, че Бейтс крие нещо. След като положението на г-жа Патимор се влошава, лорд Грантъм я праща в Лондон, за да ѝ направят операция за катаракта. Ана я придружава и разбира от майката на Бейтс, че е поел вината за кражбата на среброто от името на жена си, вярвайки, че е разрушил живота ѝ, въпреки че майка му не е съгласна. Г-жа Патимор е временно замествана от готвачката на г-жа Кроли – г-жа Бърд, и се страхува, че готвенето ѝ ще бъде предпочетено пред нейното. Г-жа Патимор казва на Дейзи да разваля яденето на семейството, но действията ѝ са разкрити. Г-жа Бърд харесва лоялността на Дейзи и се спогажда с г-жа Патимор. Матю е ядосан заради нерешителността на Мери като мисли, че решението ѝ трябва да бъде взето въз основа на любовта ѝ към него. Очаквайки войната, Томас си намира нестроева роля с помощта на д-р Кларксън. Когато Мозли вижда, че Томас се опитва да краде от портмонето на Карсън, графът казва на Карсън да изчака да свърши благотворителното градинско парти и след това да действа, но Томас му предава оставката си преди това. Мери се изправя срещу Едит, като ѝ казва, че знае, че тя е разкрила тайната ѝ и ѝ обещава да действа. Научавайки, че сър Антън Стралан възнамерява да предложи брак на Едит на градинското парти, Мери го лъже, че Едит го намира за стар и скучен, затова той си тръгва без да даде обяснения. О'Браян е бясна, когато по погрешка вярва, че Кора мисли да я замести и се възползва от възможността да накаже графинята, като оставя сапун под ваната ѝ. Веднага се разкайва, но не може да предупреди Кора, която се подхлъзва и изгубва детето си. Става още по-лошо, когато се разбира, че детето е щяло да бъде момче. О'Браян е крайно разстроена, но грубият Томас се присмива на симпатията на прислугата към семейството и на Уилиям, който оплаква смъртта на майка си, което води до бой между двамата. Телефонен сервис е инсталиран в къщата и Сибил успява да уреди Гуен с интервю за секретарка в телефонна компания. Когато Брансън отива да каже на Сибил, че Гуен е назначена на поста, очевидното му приятелско отношение към Сибил кара г-жа Хюз да го предупреди да не се сближава прекалено с нея. Мери е подготвена да се омъжи за Матю, но е сломена като разбира, че той не е сигурен в мотивите ѝ и възнамерява да напусне Даунтън. Във финалната сцена, по време на градинското парти, лорд Грантъм получава телеграма и съобщава на всички, че Великобритания е във война с Германия, отбелязвайки началото на Първата световна война. |   |                 |                |                             |                      |                            |                     |

### Сезон 2 (2011)
(1916 – 19)
| № | # | Заглавие        | Режисура      | Сценарий       | Първо излъчване      | Първо излъчване в България | Рейтинг (в милиони) |
| --- | - | --------------- | ------------- | -------------- | -------------------- | -------------------------- | ------------------- |
| 08 | 1 | Първи епизод    | Ашли Пиърс    | Джулиан Фелоуз | 18 септември 2011 г. | 27 декември 2013 г.        | 11.41               |
| Ноември 1916. Епизодът започва със сцена, в която Матю се бие като офицер при Сома. Той говори за това как ще се върне в Даунтън през почивката си, която е скоро, но получава новини, че е сгоден с г-ца Лавиния Суайър. Когато лейди Мери научава за годежа на Матю, се опитва да скрие смутта си и казва на другите дами, че сър Ричард Карлайл, магнат на вестник известен с личните си изгоди, отколкото с етиките, идва на посещение при нея. Когато е с Ана, обаче, тя се разплаква при новините за годежа на Матю. Междувременно прислугата се подготвя за благотворителен концерт, с който да подпомогнат на местната болница. Те са много притиснати, тъй като Бейтс е в Лондон на погребението на майка си, а Том служи. Нова прислужничка, Етел, пристига, но О'Браян веднага я намразва и неведнъж ѝ спретва шеги. Бейтс споделя с Ана, че е вероятно най-после да получи развод от Вера и предлага на Ана да се омъжи за него. Тези планове, обаче, бързо се разпадат, когато Вера идва в Даунтън и заплашва да разкрие частта на Ана в индискретността на лейди Мери с Памук, освен ако той не тръгне с нея незабавно. Г-жа Хюз подслушва разговора на Бейтс и Вера и по-късно уведомява г-н Карсън за плана на Вера. След това г-н Карсън споделя информация с лорд Грантъм, който съжалява за начина, по който е отпратил стария си приятел. Междувременно, Сибил, нетърпелива да изиграе своята роля във войната, започва да се учи за медицинска сестра и Брансън ѝ разкрива чувствата си. Матю и Мери очевидно все още ги е грижа един за друг, но с годежа и връщането на Матю във войната, времето не би могло да бъде по-неподходящо. Мери се сбогува с него на гарата и му дава талисмана си за късмет да го носи докато се бие. Епизодът свършва с Матю, който се среща с Томас в защитни окопи на фронтовите линии. Матю и Томас изпиват заедно по чаша чай по време на боя, и когато Томас изразява иронията, че лакей пие чай с един от лордовете, на когото някога е сервирал, Матю му казва, че „Войната си има начин да прави разлика между нещата, които имат значение и тези, които нямат.“ Томас, който очевидно му е омръзнало от войната, взема тези думи присърце и нарочно се наранява, за да може да се махне от фронтовата линия. |   |                 |               |                |                      |                            |                     |
| 09 | 2 | Втори епизод    | Ашли Пиърс    | Джулиан Фелоуз | 25 септември 2011 г. | 6 януари 2014 г.           | 11.77               |
| Април 1917. Тъй като повечето от мъжкия персонал служи във войната, на Карсън му е тежко да се увери, че задълженията се изпълняват по неговия стандарт. Накрая се съгласява да позволи на женския персонал да сервира в трапезарията. Лорд Грантъм трябва да наеме нов камериер и накрая наема Ланг, който тъкмо се е върнал от войната. Уилиам е доволен, след като получава важно писмо. Г-жа Патимор разбира някои ужасяващи новини за племенника си, който е войник. Томас се връща от войната (след като умишлено се наранява и е освободен от активни задължения) и започва да работи заедно с лейди Сибил в местната болница. След като докарват пациент, който страда от слепота, заради газ, Томас се привързва към младия лейтенант. Мозли се заинтересова в Ана. Матю научава за временното си завръщане в Англия за набиране на север, докато се бие в окопите. Карсън съветва Мери да каже на Матю за чувствата си, ако още го обича, преди да е станало прекалено късно. Междувременно Лавиния (новата годеница на Матю, която е отседнала при г-жа Кроли) се среща с нежелано лице от миналото си. |   |                 |               |                |                      |                            |                     |
| 10 | 3 | Трети епизод    | Анди Годард   | Джулиан Фелоуз | 2 октомври 2011 г.   | 7 януари 2014 г.           | 11.33               |
| Юли 1917. Селската болница не е достатъчно голяма за да настани големият брой ранени войници, върнали се от фронта, затова Даунтън се превръща в конвалесцентен център за много от тях. О'Браян е шокирана от факта, че Изабел Кроли дава повечето заповеди, докато Кора е захвърлена настрана и предлага Томас да се връне, който може да ѝ помогне с позицията си в болницата. Вайълет силно вярва, че Мери и Матю все още са силно влюбени и така, с помощта на Роземунд, се опитва да прекрати годежа на Матю с Лавиния. Също така е убедена, че между Лавиния и сър Ричард има нещо повече. Междувременно, Ана се натъква на г-н Бейтс в селото и чувстват, че може да имат бъдеще заедно, тъй като Бейтс има план за бившата си жена. Обратно в Даунтън, Уилиам моли Дейзи да се омъжи за него точно преди да замине на фронта и г-жа Патимор я кара да приеме. |   |                 |               |                |                      |                            |                     |
| 11 | 4 | Четвърти епизод | Браян Кели    | Джулиан Фелоуз | 9 октомври 2011 г.   | 8 януари 2014 г.           | 11.30               |
| Ранната 1918. Флиртуването на Етел с майор Браянт ѝ носи уволнение. По-късно в епизода тя се връща и признава, че е бременна. Подготовка за концерт в Даунтън. Напрежение пламва между Изабел и Кора, Едит получава притеснителни новини за Матю и Уилиам, а Брансън обявява чувствата си към Сибил отново. Лорд Грантъм научава, че Бейтс работи в местна кръчма и отива да го посети. Лорд Грантъм получава писмо от Карлайл, което го кара да се притесни и провежда некомфортен разговор с Мери. Кухненските услуги на г-жа Бърд са подпомагани от Дейзи и г-жа Патиморе. |   |                 |               |                |                      |                            |                     |
| 12 | 5 | Пети епизод     | Браян Кели    | Джулиан Фелоуз | 16 октомври 2011 г.  | 9 януари 2014 г.           | 11.59               |
| Средата на 1918. Лорд Грантъм получава шокиращи новини от фронта; Матю и Уилиам са ранени във Франция. Уилиам е претърпял сериозни щети на белите си дробове и не може да бъде излекуван, което го кара да предложи на Дейзи да се оженят преди да умре. Междувременно, Матю е претърпял сериозни щети на гръбначния си мозък и сега е парализиран от кръста надолу. Разбира, че повече няма да може да въри или да има деца. Лавиния настоява, че това нищо не променя и че е не я интересува сексуалната им връзка и децата, а единствено иска да се грижи за него. Матю, обаче, ѝ казва да забрави за него и я изпраща, докато Мери се опитва да го излекува. Нова прислужничка, Джейн, е наета от Карсън и г-жа Хюз, въпреки че е вдовица на войник с дете. Г-жа Хюз тайно помага на Етел и бебето ѝ, тъй като любовникът ѝ, майор Браянт, не го интересува. Въпреки че Дейзи не обича Уилиам по същия начин, г-жа Патимор я кара да се съгласи, за да може Уилиам да умре щастлив и да може да получи пенсия като вдовица на войник. Женят се докато Уилиам е на смъртното си легло, заобиколени от останалите от персонала, Едит и Вдовицата графиня. Уилиам умира в съня си, не след дълго. Бейтс е слисан, когато Вера му обещава да разкаже старите тайни за Мери и смъртта на Памук, тъй като той ѝ е платил да се разведе с него, той мисли, че тя е задоволена. Когато Мери разбира това, тя признава всичко на Ричард Карлайл и го моли за помощ; това я кара да приеме предложението му за брак. Той приема и изразява задоволството си, че сега тя му длъжница. Тя се връща в Даунтън, а той успява да обвърже Вера в специален договор със свързана конфиденциалност и по този начин ѝ затваря устата. Той обявява годежа си с Мери във вестника без да я информира. Карлайл изиграва Вера да подпише договор, който не ѝ позволява да продаде историята на никого другиго, но след като тя разбира за това, му казва, че не е свършила с Бейтс. |   |                 |               |                |                      |                            |                     |
| 13 | 6 | Шести епизод    | Анди Годард   | Джулиан Фелоуз | 23 октомври 2011 г.  | 13 януари 2014 г.          | 11.33               |
| Ноември 1918. Канадски офицер, лошо обезобразен моли да бъде преместен в Даунтън, твърдейки, че е близък със семейството. Лорд Грантъм се съгласява, като предполага, че е някакъв далечен роднина, но изумява всички като казва, че е Патрик Кроли, предполагаемият наследник на титлата. Историята му е, че е оцелял на Титаник, но е страдал от амнезия, затова не е могъл да се идентифицира и е живал като канадиец, докато спомен от войната не му врънал паметта. Повечето хора в Даунтън силно отричат възможността, въпреки че той си спомня много детайли, които само Патрик би знал. Едит, обаче, му вярва и се сближава с него, след като той ѝ казва, че винаги е бил влюбен в нея, а не в Мери. Но разследване на лорд Грантъм хвърля съмнения върху претенциите на канадски офицер, като разкрива, че Патрик Кроли е имал приятел, който е емигрирал в Канада. Това води до внезапното отпътуване на обгорелия войник; остава бележка за Едит, която е двусмислена, относно самоличността му. Междувременно, Матю свиква със състояните си, постоянно обгрижван от Мери; нейната заинтересованост не се харесва на сър Ричард Карлайл. Карлайл и Кора заговорничат, против съгласието на лорд Грантъм, и връщат обратно Лавиния, която казва, че повече никога няма да изостави Матю. Кора се тревожи за агресивното управление на абатството на Изабел като конвалесцентен център. Етел чува, че майор Браянт е бил убит. Карсън обмисля дали да приеме офертата на сър Ричард, който му предлага да напусне Даунтън и да бъде иконом в новата им къща с Мери; в същото време Карлайл показва на Мери, че може да бъде безкомпромисен. Лейди Сибил получава ултиматум от Брансън, свързан с предложението му за брак. Бейтс е шокиран като разбира, че законният развод е застрашен, като Вера му казва, че ѝ е платил, за да го остави, и отива в Лондон, за да уредят въпроса. След завръщането си, той получава писмо, че е умряла. Скоро след това, войната свършва с примирие. |   |                 |               |                |                      |                            |                     |
| 14 | 7 | Седми епизод    | Джеймс Стронг | Джулиан Фелоуз | 30 октомври 2011 г.  | 14 януари 2014 г.          | 12.26               |
| 1919. След примирието, жителите се опитват да се върнат към нормалния начин на живот, а Матю започва да си чувства краката. Един ден, виждайки Лавиния да изпуска тежък поднос, той внезапно става от стола си. Майор Кларксън признава, че е знаел за тази възможност от друг лекар, но е бил скептично настроен и не е искал да поражда фалшиви надежди. Матю съобщава, че той и Лавиния имат намерение да се оженят скоро. Вайълет му казва, че Мери все още е влюбена в него, но той се чувства задължен да се ожени за Лавиния, тъй като тя е била готова да се жертва за него. Междувременно, Ричард Карлайл разстройва Ана, като я кара да шпионира лейди Мери и поведението му кара Карсън да се откаже от решението си да се премести при тях. Бейтс съзнава, че Вера се е самоубила, за да го осъдят за убийство. Когато родителите на майор Браянт посещават Даунтън, за да видят къде се е възстановявал синът им, г-жа Хюз уговаря среща между тях и Етел и бебето. Г-н Браянт, обаче, разярено отказва да повярва на Етел. Томас се впуска в нов бизнес в черния пазар. Лорд Грантъм е привлечен към новата прислужничка Джейн и я целува. Размишлявайки върху живота след войната, Сибил решава да взема драстичното решение да избяга с Брансън. Мери, обаче, разбира за плана ѝ и заедно с Едит и Ана я намират и я карат да се върне обратно като каже открито на родителите си за намеренията си. |   |                 |               |                |                      |                            |                     |
| 15 | 8 | Осми епизод     | Джеймс Стронг | Джулиан Фелоуз | 6 ноември 2011 г.    | 15 януари 2014 г.          | 12.45               |
| Април 1919. Тъй като се правят подготовления за сватбата на Матю и Лавиния, изразеното желание на лейди Сибил да се омъжи за Брансън шокира и ужасява родителите ѝ. Лорд Гранъм е строго против идеята, но заплахите му за социален позор и обезнаследяване не разубеждават Сибил. След това, Грантъм се опитва да подкупи Брансън, но неговите намерения са сериозни, и той отказва. Лейди Грантъм, Карсън и Лавиния се разболяват от испански грип. Залаганията на Томас на черния пазар се оказват провал, оставяйки го без пукната пара и без работа, но болестта на Карсън му дава шанс да бъде полезен в къщата. Матю остава насаме с Мери и ѝ разказва какво му е казала Вайълет. И двамата се съгласяват, че не могат да се оженят, тъй като ще бъде жестоко за Лавиния. Те обаче се целуват, точно когато Лавиния слиза по стълбите. Когато болестта ѝ забавя сватбата, Лавиния казва на Матю, че е чула и видяла всичко. Чувства, че трябва да сложат край на годежа си, но Матю отказва. Опасявайки се, че болестта на Лавиния ще сближи Матю и Мери, Ричърд Карлайл идва в абатството. Дейзи е изтормозена от офертата на бащата на Уилиам да го посети във фермата. Етел е изненадана, когато родителите на майор Браянт пожелават да я видят, но бащата иска да вземе детето от нея завинаги, но тя решава да го задържи. Лорд Грантъм не може да контролира желанието си към Джейн, която охотно му отговаря. Тяхната нощна среща, обаче е прекъсната и остава неконсумирана и Джейн решава да си отиде. С вероятността за легални неприятности свързани със смъртта на Вера, Ана настоява тя и Бейтс да се оженят, за да може да го подкрепя в трудностите му като жена. Женят се в тайна с помощта на лейди Мери, която урежда да прекарат сватбената си нощ в гостна стая. Кора се разболява сериозно и доктор Кларксън очаква най-лошото. О'Браян неуморително се грижи за нея, опитвайки се да ѝ поиска прошка. Лавиния е тази, която се поддава на грипа и умира, казвайки, че е най-доброто за Матю. Измъчен от вината Матю казва на Мери, че всякаква връзка между тях е вече невъзможна. Лорд Грантъм най-накрая дава благословията си на Сибил и Брансън. Епизодът свършва с ареста на Бейтс, който е обвинен в убийството на бившата си жена.   |   |                 |               |                |                      |                            |                     |

### Абатство Даунтън: Зад драмата
46-минутен епизод на Абатство Даунтън преди Коледния епизод, в който се дават кадри зад сцената и кратки инервюта с Джулиан Фелоуз, сценариста, актьорите (Елизабет Макгавън, Джоана Фрогат, Брендан Койл, Дан Стивънс, Мишел Докъри, Джесика Браун Финдли, Лаура Кармайкъл, Пенелопе Уилтън, Филис Лоугън, Томас Хауз, Лесли Никол, Софи Макшира, Алан Лийч) и други членове на екипа, които продуцират сериала. Излъчено е в Обединеното кралство в 19:30 в сряда на 21 декември 2001, разказан от Хю Боневил. 4.5 милиона души са гледали епизода.

### Коледен епизод (2011)
(1919 – 20)
| № | # | Заглавие                  | Режисура       | Сценарий       | Първо излъчване     | Първо излъчване в България | Рейтинг (в милиони) |
| --- | - | ------------------------- | -------------- | -------------- | ------------------- | -------------------------- | ------------------- |
| 16 | 1 | Коледа в абатство Даунтън | Браян Пърсивал | Джулиан Фелоуз | 25 декември 2011 г. | 16 януари 2014 г.          | 12.11               |
| Декември 1919 и януари 1920. Имението е оживено с всичките коледни подготовления. Г-н Бейтс е осъден за убийството на бившата си жена Вера, въпреки свидетелските показания на графа на Грантъм. Към края на епизода, присъдата му е доживотен затвор. Също така връзката между Матю и лейди Мери поема по друг път. Тя оставя годеника си, сър Ричърд Карлайл, въпреки заплахите му да разкрие тайната ѝ относно починалия г-н Памук чрез връзките му в медията и вестниците. След много притеснения и страх, че ще я намрази, лейди Мери казва на Матю за аферата си с Памук. Въпреки че е шокиран от тази информация, той скоро решава, че не го интересува, че не е девствена и във финалната сцена той ѝ предлага брак, но след като тя му казва да коленичи. Тя приема. Разкрива се, че лейди Сибил и Том Брансън са сега женени и че Сибил е бременна. |   |                           |                |                |                     |                            |                     |

## Сезон 3 (2012)
(1920)
| № | # | Заглавие        | Режисура       | Сценарий       | Първо излъчване      | Първо излъчване в България | Рейтинг (в милиони) |
| --- | - | --------------- | -------------- | -------------- | -------------------- | -------------------------- | ------------------- |
| 17 | 1 | Първи епизод    | Браян Пърсивал | Джулиан Фелоуз | 16 септември 2012 г. | 8 май 2014 г.              | 11.43               |
| Март 1920. Майката на Кора – Марта Левинсън идва в Даунтън за сватбата на Матю и Мери, поразявайки Вдовицата графиня с нейните критични и „революционерски“ начини да вижда нещата. Лорд Грантъм научава, че голямата му инвестиция на състоянието на Кора в железниците „Гранд Трънк“ се е провалила, оставяйки имението почти банкрутирало. Спасението е възможно, тъй като Матю е упълномощен да наследи голяма сума пари от бащата на Лавиния, но неговите високи ценности не му позволяват да задържи парите, понеже чувства, че ще предаде Лавиния и баща ѝ. Междувременно, племенникът на О'Браян – Алфред се присъединява към персонала и се опитва да задоволи високите стандарти на Карсън. Сибил и съпругът ѝ, Том Брансън, се завръщат в Даунтън, тъй като Брансън е доста „звучен“ в политическите си убеждения. Матю оправя нещата като избира за свой кум Брансън и въпреки колебанието предната вечер, Матю и Мери се женят. |   |                 |                |                |                      |                            |                     |
| 18 | 2 | Втори епизод    | Браян Пърсивал | Джулиан Фелоуз | 23 септември 2012 г. | 9 май 2014 г.              | 12.08               |
| Април 1920. Тъй като бъдещето на Даунтън е несигурно, Мери и Вдовицата графиня заговорничат да покажат най-доброто от абатството на г-жа Левинсън, от която искат пари, за да го вдигнат отново на крака. Опитите им са препятствани, тъй като печката се разваля, давайки възможност на г-жа Левинсън да спаси положението, като ръководи партито. Когато най-накрая я молят за помощ, тя разкрива, че ще ги „забавлява в Ню Йорк“, не може да им даде пари, тъй като починалият ѝ съпруг ги е вложил в имението. Казва им, че трябва да се адаптират към променящия се свят и казва, че иска да се върне отново в Америка. Междувременно, на долния етаж О'Браян и Томас водят война помежду си, след като Алфред е назначен за камериер на Матю. Г-жа Хюз се изправя срещу заплаха от рак, което споделя единствено с г-жа Патмор и д-р Кларксън. Изабел Кроли открива, че Етел е станала проститутка. Антъни Стралан предлага брак на Едит, въпреки че семейството го смята за прекалено стар за нея.                                                                                  |   |                 |                |                |                      |                            |                     |
| 19 | 3 | Трети епизод    | Анди Годард    | Джулиан Фелоуз | 30 септември 2012 г. | 12 май 2014 г.             | 11.96               |
| Май 1920. Матю получава писмо, което бащата на Лавиния оставя за него. Той пише, че е знаел как Матю е разбил сърцето на Лавиния, но въпреки това иска той да получи парите. Матю най-накрая се съгласява да приеме, спасявайки Даунтън. Лорд Грантъм отказва да приеме парите като подарък, а вместо това кара Матю да стане съуправител на имението. Денят на сватбата на Едит пристига, но на олтара Стралан променя решението си и отменя сватбата. Г-жа Хюз получава писмо, че няма рак, което очевидно успокоява г-н Карсън и г-жа Патмор. Томас се опитва да си отмъсти на О'Браян като разнася слух на семейството, че тя ще си тръгва от Даунтън. Съкилийникът на Бейтс се опитва да го въвлече в беда, като слага дрога в леглото му, но Бейтс е предупреден навреме от друг затворник. |   |                 |                |                |                      |                            |                     |
| 20 | 4 | Четвърти епизод | Анди Годард    | Джулиан Фелоуз | 7 октомври 2012 г.   | 13 май 2014 г.             | 11.83               |
| Юни 1920. Когато домът на аристократ в Ирландия е опожарен, се разбира, че Брансън е присъствал и се издирва от полицията. Той бяга в Даунтън без Сибил и сем. Кроли са бесни. Сибил се връща в абатството и лорд Грантъм убеждава министъра да се съгласи Брансън да остане в Англия, а ако се върне в Ирландия ще бъде арестуван. Ана не е получавала никакви писамо от Бейтс и не ѝ се разрешава да го посещава; по същия начин Бейтс се чуди защо Ана не му пише и не го посещава, но по-късно и двамата получават недоставените писма. Етел решава да даде сина си на бабата и дядото, за да има по-добър живот. Карсън наема нов лакей – Джими Кент, който привлича вниманието на женския персонал и на Томас. Айви Стюърт, новата кухненска прислужничка, привлича интереса на Алфред от Дейзи. |   |                 |                |                |                      |                            |                     |
| 21 | 5 | Пети епизод     | Джеръми Уеб    | Джулиан Фелоуз | 14 октомври 2012 г.  | 14 май 2014 г.             | 11.93               |
| Юли 1920. Едит е помолена да напише статия във вестник. Тя е развълнувана за тази възможност, но повечето от семейството не я подкрепя. Изабел помага на Етел като я наема за прислужница и готвачка в къщата си. Новата прислужница Айви привлича вниманието на Алфред, спечелвайки си негодуванието на Дейзи. Матю вярва, че Робърт не е управлявал имението добре и намира съюзник в Джордж Мъри – адвокат на семейството. Мери се ядосва като разбира, че Матю не е говорил за това с баща ѝ. Сибил започва да ражда и лорд Грантъм наема известен акушер, сър Филип Тапсел, разстройвайки д-р Кларксън и Кора. Двамата доктори не се спогаждат относно грижите за Сибил – д-р Кларксън настоява, че лейди Сибил страда от еклампсия и трябва да бъде в болницата, но сър Филип ги успокоява, че Сибил в добро състояние. Въпреки разногласията, лейди Сибил ражда момиченце и всичко изглежда добре; по време на нощта, обаче, ѝ става лошо и умира. На следващия ден Кора обвинява съпруга си за смъртта на детето им, заради това, че е отказал да приеме заръките на д-р Кларксън. |   |                 |                |                |                      |                            |                     |
| 22 | 6 | Шести епизод    | Джеръми Уеб    | Джулиан Фелоуз | 21 октомври 2012 г.  | 15 май 2014 г.             | 12.06               |
| Юли 1920. Брансън решава да нарече дъщеря си Сибил и иска да я кръсти като католичка, но лорд Грантъм е против и двете. Мери и останалите от семейството, обаче защитават решението на Брансън. За да оправи брака на Кора и Робърт, Вайълет кара д-р Кларксън да каже, че Сибил нямаше да се оправи дори ако ѝ бяха направили Цезарово сечение. Той казва на Кора и Робърт, че Сибил със съгурност щеше да умре така или иначе и Кора прощава на съпруга си. Ана намира доказателство, което може да докаже, че Бейтс е невинен, но друг затворник заплашва шансовете му за свобода. След като Джон Бейтс заплашва затворника, Джордж Мъри успява да нарочи дата за излизането на Бейтс от затвора. Дейзи е разстроена, че Алфред се интересува от Айви. Етел подготвя обяд за жените Кроли и моли г-жа Патмор за помощ. Когато лордът разбира, той е бесен, че Изабел позволява на бивша проститутка да сервира обяд на семейството му. Кора и момичетата, обаче не го послушват. |   |                 |                |                |                      |                            |                     |
| 23 | 7 | Седми епизод    | Дейвид Евънс   | Джулиан Фелоуз | 28 октомври 2012 г.  | 16 май 2014 г.             | 11.82               |
| Август 1920. Бейтс е освободен от затвора, но Томас негодува. Под съветите на О'Браян, Томас посещава Джими в стаята през нощта и пада в капана на О'Браян. Брансън планува да кръсти бебето Сивил като католичка. Докато лорд Грантъм обезкуражава желанието на Едит да стане журналистка, Вайълет подкрепя внучката си. Едит отива в Лондон, за да се срещне с редактора на списание и приема офертата му за седмична статия. Братът пияница на Брансън идва в Даунтън. Матю продължава да конфронтира лорд Грантъм относно управлението на имението, което кара агента Джарвис да напусне. Том е определен като нов член на семейството, по предложение на Вайълет. Г-ца Сибил Брансън е кръстена в католическа църква в Рипън с цялото семейство Кроли. |   |                 |                |                |                      |                            |                     |
| 24 | 8 | Осми епизод     | Дейвид Евънс   | Джулиан Фелоуз | 4 ноември 2012 г.    | 19 май 2014 г.             | 12.15               |
| Септември 1920. Годишният мач по крикет на Даунтън се провежда. Дъщерята на племенницата (Сюзън – маркиза на Флинтшър и съпруга ѝ) на Вайълет, лейди Роуз Макклер идва на гости. Пътуване в Лондон разкрива, че има нещо повече от това, което Роуз споделя: тя е диво момиче, което харесва да пие и купонясва. Карсън контролира бъдещето на Томас и Томас намира свой съюзник в Бейтс. Мери и Матю пазят тайни един от друг. |   |                 |                |                |                      |                            |                     |

### Коледен епизод (2012)
(1922)
| № | # | Заглавие               | Режисура    | Сценарий       | Първо излъчване     | Първо излъчване в България | Рейтинг (в милиони) |
| --- | - | ---------------------- | ----------- | -------------- | ------------------- | -------------------------- | ------------------- |
| 25 | 1 | Пътешествие до Хайланд | Анди Годард | Джулиан Фелоуз | 25 декември 2012 г. | 20 май 2014 г.             | 10.28               |
| Септември 1921. Семейство Кроли заминава на север, в замъка Дънийгъл в Шотландия – домът на семейство Макклер, на гости на лейди Роуз и родителите ѝ Сюзън и Хю. Бейтс, Ана, Мозли и О'Браян също отиват. Грегсън, човекът, който наема лейди Едит във вестника, ѝ казва, че той също ще бъде в Шотландия. След като тя казва на семейството си Мери и Матю не са съгласни с мотивите на Грегсън. Грегсън по-късно обявява чувствата съм към Едит и се надява да намери съюзник в Матю. Хю казва на лорд Грантъм, че ще трябва да продаде имението си, защото не го е модернизирал като Даунтън и няма пари. Том остава в Даунтън с бебето Сибил. Персоналът очаква с нетърпение наближаващия панаир и Карсън се опитва да ги накара да се концентрират върху работата си. Нова прислужничка, Една, се присъединява, но е бързо уволнена, след като г-жа Хюз разбира, че се сближава много с Том. Г-жа Патморе се забърква в романс, но не трае дълго, тъй като тя разбира, че той е заинтересуван само в готвенето ѝ. На панаира персонала от Даунтън печели играта на дърпане на въже. Джими е почти ограбен след като печели пари от залагане, но е спасен от Томас, който е пребит от бой на негово място. Томас се съгласява да бъде само приятел с Джими. Лейди Мери ражда сина си предварително. Матю скоро идва в болницата, за да се запознае с насладника си, но карайки по пътя за Даунтън е претърпява катастрофа и умира. |   |                        |             |                |                     |                            |                     |

## Сезон 4 (2013)
(1922)
| № | # | Заглавие        | Режисура        | Сценарий       | Първо излъчване      | Първо излъчване в България | Рейтинг (в милиони) |
| --- | - | --------------- | --------------- | -------------- | -------------------- | -------------------------- | ------------------- |
| 26 | 1 | Първи епизод    | Дейвид Евънс    | Джулиан Фелоуз | 22 септември 2013 г. | 2021                       | 11.60               |
| Февруари 1922. Лейди Мери се грижи за сина си Джордж и оплаква Матю. Вдовицата графиня намира нова причина да се бори, докато графът и Брансън обсъждат управлението на имението и се опитват да платят данък наследство. Слугите са развълнувани заради Свети Валентин и г-жа Патмор се мъчи да използва миксер. Том моли Карсън да изкара Мери от черупката, за да му помогне да изпълнят промените, които Матю започна; Карсън го прави, но Мери смята за неуместност. Тя по-късно се извинява и си поплаква на рамото на Карсън. Епизодът свършва с нея, присъединявайки се към обяда на наемателите, облечена в лилава рокля, готова да се заеме с проблемите на имението. |   |                 |                 |                |                      |                            |                     |
| 27 | 2 | Втори епизод    | Дейвид Евънс    | Джулиан Фелоуз | 29 септември 2013 г. | 2021                       | 12.10               |
| Намерено е писмо от Матю, в което той посочва Мери за единствена негова наследница; графът не се радва на това, както и на решението на Мери да работи с него и Том по управлението на имението той иска да ръководи нещата сам. Вайълет тайно подкрепя Мери и я съветва да научи за бизнеса от Том. Научавайки че Моузли е в тежък период и работи като общ работник и има дългове, Бейтс взема пари от Вдовицата графиня и дава парите на Моузли като му казва, че ги връща, след като Моузли му е дал заем преди време. Лейди Роуз и Ана отиват на празненство в Йорк, което се оказва, че е само за прислуги; тя танцува с градинар, но когато друг мъж иска да танцува с нея, двамата се сбиват. Графът съобщава, че адвокатът му е потвърдил, че писмото се счита като завещание и всички искат той да включи Мери в плановете си. |   |                 |                 |                |                      |                            |                     |
| 28 | 3 | Трети епизод    | Катерин Моршеад | Джулиан Фелоуз | 6 октомври 2013 г.   | 2021                       | 11.86               |
| Април, 1922. Проведено е домашно парти, включващо изпълнението на Дама Нели Мелба. Карсън смята, че „австралийска певица“, колкото и да е изтъкната, не може да вечеря със семейството и предлага тя да вечеря в стаята си. Кора е ядосана и настоява тя да се присъедини към тях за вечеря. Лейди Мери подновява запознанството си с учтивия Лорд Гилингам, който флиртува кротко с нея. Роуз флиртува с друг гост – Джон Бълок. Камериерът на Лорд Гилингам – г-н Грийн – започва да се държи много фамилиарно с Анна и докато Дама Нели пее, той насилствено атакува Анна и я изнасилва. Друг гост, почитаемият г-н Сампсън, печели на покер; г-н Грегсън, приятелят-издател на Идит, смята, че Сампсън е измамник и използва своите собствени умения в това поле на действия, за да върне загубените от всички пари. Том не се чувства на място сред всички видни личности. Една, продължаваща да го преследва, взима временен контрол над него като го напива, след което се промъква в стаята му. Анна кара г-жа Хюз да обещае, че няма да каже никому за изнасилването, включително и на съпругът на Анна, защото се страхува, че Бейтс ще убие Грийн като отмъщение и ще бъде обесен за това. |   |                 |                 |                |                      |                            |                     |
| 29 | 4 | Четвърти епизод | Катерин Моршеад | Джулиан Фелоуз | 13 октомври 2013 г.  | 2021                       | 11.75               |
| Април, 1922. Том съжалява за краткия си флирт с Една, която сега твърди, че е възможно да е бременна и се опитва да го принуди да се ожени за нея. Той моли за помощ г-жа Хюз, която открива, че Една е използвала предпазни мерки, след което я предупреждава да си мълчи. Лейди Роуз придружава Мери и Том до Лондон, където те остават у Лейди Розамънд, която тайно е поканила Лорд Гилингам и Джон Бълок да се присъединят. Те отиват на джаз-клуб, където Бълок се напива и изоставя Роуз на дансинга. Джак Рос, чернокожият певец на заведението, „спасява“ Роуз като танцува с нея, въпреки дискомфорта на другите. Анна смята, че вече не е достойна за Бейтс и го избягва за негово недоумение. Тя се връща обратно в имението от къщичката им в селото. Майкъл Грегсън скоро ще замине за Германия – ако стане немски гражданин, той ще може да се разведе с душевноболната си жена. Лейди Розамънд разбира, че Идит е прекарала нощта с Грегсън и я предупреждава, че това би могло да навреди на репутацията ѝ. Лорд Гилингам следва Мери обратно от Лондон и ѝ предлага брак. Тя отказва, използвайки за оправдание това, че още не е превъзмогнала смъртта на Матю. |   |                 |                 |                |                      |                            |                     |
| 30 | 5 | Пети епизод     | Филип Джон      | Джулиан Фелоуз | 20 октомври 2013 г.  | 2021                       | 11.39               |
| Май, 1922. Алфред се явява на изпит за приемане в училище за готвачи в Риц, под опеката на Огюст Ескофие, но не е приет. Карсън обмисля пренаемането на мрачния г-н Моузли, ако Алфред напусне, но самият Моузли не е доволен от евентуалното си понижение в лакей. Той се колебае твърде дълго дали да приеме работата и губи шанса си. Томас вижда новата камериерка на Кора, г-ца Бакстър, като добра замяна на г-ца О'Брайън и иска тя да се сприятели с всички, за да може да ги шпионира и да докладва на него. Когато умира наемател-фермер, дължащ много пари, Мери и Том искат да прекратят договора за наем и сами да управляват фермата, но синът на фермера се жалва директно на Лорд Грантъм, който му заема дължимите пари и му позволява да продължи да управлява фермата. Кора трябва да убеди нервната г-жа Патмор, че трябва да замени ледената кутия с хладилник. Идит посещава лондонски доктор. Том още смята, че не принадлежи на този кръг общество и обмисля миграция в Щатите. Бейтс продължава да притиска Анна и заплашва г-жа Хюз, че ако не му каже истината, ще напусне; г-жа Хюз му казва какво е станало, но не споменава г-н Грийн, а обяснява, че странник е влязъл в дома и е причакал Анна в залата на слугите. Бейтс говори с Анна и ѝ казва, че я обича повече от всякога – те се помиряват. Когато г-жа Хюз казва на Бейтс, че е щастлива, защото всичко е свършило, той изяснява, че още нищо не е приключило – Бейтс подозира, че Грийн е вършителят на злодеянието. Вдовстващата графиня наема нов помощник-градинар като услуга на любезната г-жа Кроули, но подозира, че той е откраднал от нея, докато е работел в къщата. |   |                 |                 |                |                      |                            |                     |
| 31 | 6 | Шести епизод    | Филип Джон      | Джулиан Фелоуз | 27 октомври 2013 г.  | 2021                       | 11.54               |
| Юни, 1922. Алфред получава място в училището за готвачи на Риц, след като един от победителите се отказва, и заминава за Лондон. Карсън не иска Моузли да замести Алфред, дори след като се моли за това, но г-жа Хюз се смилява и Моузли е пренает. Идит още е притеснена, че няма новини за Грегсън; тя също така получава писмо от доктора си, в което пише, че е бременна. Бейтс и Анна отиват на вечеря в луксозен хотел, където високомерен управител им казва, че въпреки тяхната резервация – няма места. За късмет Кора е там също и се уверява, че ще ги пуснат. Изабел открива предмета, който Вдовстващата графиня си мисли, че помощник-градинарят ѝ е откраднал, в долната страна на един стол; тя е готова да смъмри Вайълет още, но е „победена“, когато разбира, че Вдовстващата графиня вече се е извинила и е пренаела помощник-градинаря. Роуз урежда бандата от джаз-клуба да свири на рождение ден на Робърт. Карсън е скандализиран, когато вижда чернокожия певец, но по-късно се успокоява. Лорд Грантъм и семейството също са изненадани до различни степени, но го приемат с присъщите им маниери и държание. След партито Мери вижда Роуз и Джак да се целуват в отделенията на слугите. В имението пристигат правителствени инспектори (почитаемият г-н Нейпиър, стар приятел на Мери, и г-н Блейк, язвителен социалист, който спори с нея – твърде учтиво, разбира се) да разгледат имотите на графството и да съставят доклад за финансовото им положение. |   |                 |                 |                |                      |                            |                     |
| 32 | 7 | Седми епизод    | Ед Хал          | Джулиан Фелоуз | 3 ноември 2013 г.    | 2021                       | 11.93               |
| Юли, 1922. Робърт заминава за Америка, за да спаси брата на Кора – богатият безделник Харолд. Г-жа Хюз разказва на Мери какво е станало с Анна и тя убеждава Лорд Грантъм да вземе Томас като свой камериер и да остави Бейтс, за да може той да подкрепя жена си. Вдовстващата графиня се разболява от бронхит и за нея се грижи безкористната Изабел, която бодро игнорира резките коментари на пациентката си. Том присъства на реч на либерален член на Парламента в Рипън, за да възобнови страстта си към политиката, като там среща млада и весела госпожица, с която води разговор по време на речта. Мери и г-н Блейк навестяват новопристигналите прасета и, намирайки ги дехидратирани и на крачка от смъртта, носят кофи с вода през калта; изцапват се и се изтощават много, но по-скоро се наслаждават на цялото нещо. Идит и Роуз отиват в Лондон, където Роуз продължава да поддържа романтичната си връзка с Джак, чернокожият певец; Идит решава на направи аборт, но се отказва в последната минута. Лорд Гилингам и неговият камериер – Грийн – пристигат в имението; г-жа Хюз предупреждава Грийн, че знае какво е извършил и му казва да стои далеч от Анна, докато е в Даунтън. По време на вечерята на слугите, Грийн недообмислено изтърсва, че по време на изпълнението на Дама Нели, е отишъл в залата на слугите, „за да се освежи“, което му докарва замислено и кипящо втренчване от страна на Бейтс. |   |                 |                 |                |                      |                            |                     |
| 33 | 8 | Осми епизод     | Ед Хал          | Джулиан Фелоуз | 10 ноември 2013 г.   | 2021                       | 12.16               |
| Август, 1922. Идит планира да даде бебето на наемател-фермер да се грижи за него, но Лейди Розамънд предлага те двете да отидат зад граница, в Швейцария, и дадат бебето някъде там. Вдовстващата графиня ги притиска и научава истината, след което предлага да спонсорира Идит. Том вижда Роуз и Джак в кафене в селото: притеснен за това какви решения може да вземе Роуз, Том казва на Мери и тя предупреждава дъщерята на маркиз Флинтшир, след което заминава за Лондон, за да се види с Джак, който вече е решил да отмени годежа, за да спести на Роуз бъдещи неудобства и неволи. Алфред предлага на Айви брак, но след като тя му отказва, той започна да цени все повече лоялността на Дейзи. Самата Дейзи е объркана и не знае какво чувства към Алфред, но накрая решава да прекрати „аферата“ и Алфред напуска Даунтън за последен път. Г-ца Бакстър се сприятелява с печалния г-н Моузли с цел да събере още информация за Томас, но двамата започват да се харесват. Лорд Гилингам, който вече е прекратил годежа си, но още не е казал на годеницата си, наминава за кратко, все още преследващ любовта на Мери, която, разбрала от Анна за престъплението на Грийн, моли Лорд Гилингам да го уволни – той се съгласява. Провежда се църковният базар, организиран от Кора, на който Лорд Грантъм се завръща неочаквано. Лорд Гилингам също се връща, за да каже на Мери, че Грийн е бил убит при катастрофа на Пикадили. Анна е притеснена след като разбира, че съпругът ѝ е имал свободен ден точно в деня на инцидента и не е бил в имението, а, както той твърди, в Йорк. Бейтс обаче не иска да каже какво е правил там.                        |   |                 |                 |                |                      |                            |                     |

### Коледен епизод (2013)
| № | # | Заглавие          | Режисура  | Сценарий       | Първо излъчване     | Първо излъчване в България | Рейтинг (в милиони) |
| --- | - | ----------------- | --------- | -------------- | ------------------- | -------------------------- | ------------------- |
| 34 | 1 | Лондонският сезон | Джон Ийст | Джулиан Фелоуз | 25 декември 2013 г. | 2021                       | 9.4                 |
| Лято, 1923 Домакинството на Грантъм се мести в Лондонската си резиденция заради дебюта на Роуз и представянето ѝ в двора, като взимат със себе си повечето от слугите. Те са придружени от брата на Кора – Харолд – и майка ѝ – Марта, които, за недоволство на Вайълет, пристигат от Америка. С тях идват Лорд Гилингам и г-н Блейк, и двамата още ухажващи Мери и доста противодействащи по между си. Том и подиконом Томас остават в Даунтън. Том се среща с учителката Сара Бънтинг, който го моли да я разведе из имението. Когато те се качват на горния етаж, за да имат по-добър изглед към галерията, Томас ги вижда. По-късно, в Лондон, Томас, още недоволстващ, че трябва да слугува на Том, хитро изклюкарва пред Лорд Грантъм, че бившият шофьор е завел момиче в спалнята си, но Том просто казва истината. На едно парти недискретността на Роуз води до гаф: г-н Сампсън открадва писмо, изпратено от Принца на Уелс до любовницата му, Фреда Дъдли Уорд, от чантичката ѝ. Роуз казва на Лорд Грантъм, който мобилизира семейството с цел да върне писмото обратно и да предотврати скандал. Графът кани на покер Сампсън и пита Бейтс дали познава фалшификатор, който може да изфабрикува бележка до портиера на хотела, където е отседнал Сампсън, която да им даде достъп до апартамента му. Бейтс казва, че познава такъв човек, но сам фалшифицира бележката и Мери, Роуз и Чарлз Блейк претърсват апартамента, но не намират писмото. Когато играчите си тръгват от покера, Бейтс пребърква палтото на Сампсън и намира писмото. Г-жа Хюз намира в палтото на Бейтс билет за влак от Йорк до Лондон с дата, идентична на тази, в която е починал Грийн. Тя казва на Мери и двете се съгласяват да си мълчат, но по-късно Мери има „атака на съвестта“ и е готова да предаде Бейтс, но малко след това изгаря билета, след като Бейтс доказва лоялността си, връщайки писмото. На бала Лорд Гилингам изненадва Мери, казвайки ѝ, че „егалитаристът“ Чарлз Блейк всъщност е братовчед и наследник на много богат баронет с голям имот и така г-н Блейк е по-приемлив за нея от него. Мери конфронтира Чарлз за това, а той отвръща, че е искал честен двубой между него и Лорд Гилингам. Идит ражда детето си – момиченце. Розамънд урежда осиновяването на детето в Швейцария, но Идит започва да съжалява. Въпреки протестите от страна на леля си, Идит се връща към първоначалния си план и урежда детето да бъде дадено на местен фермер, като не му казва кои са истинските родители. От Грегсън още няма ни вест, ни кост: той последно е бил забелязан да се конфронтира с някакви мъже в кафяви ризи (военното крило на нацистката партия). Харолд е впечатлен от английската храна и кара камериера си, Итън, да намери и да наеме английски готвач. Итън, който е привлечен от Дейзи, ѝ предлага работата, но тя отказва; вместо това Айви доброволства за нея. Графинята предлага на слугите един ден почивка – Карсън има няколко скучни предложения, но г-жа Хюз го довежда до избора да прекарат деня на плажа. Томас полага последни усилия да накара г-ца Бакстър да шпионира за него, но тя, окуражена от подкрепата на Моузли, му се опълчва. Г-жа Хюз подмамва Карсън да нагази с нея в морето, държащ я за ръка като подкрепа. |   |                   |           |                |                     |                            |                     |

## Сезон 5 (2014)
(1924)
| №  | # | Заглавие        | Режисура        | Сценарий       | Първо излъчване      | Първо излъчване в България | Рейтинг (в милиони) |
| -- | - | --------------- | --------------- | -------------- | -------------------- | -------------------------- | ------------------- |
| 35 | 1 | Първи епизод    | Катерин Моршеад | Джулиан Фелоуз | 21 септември 2014 г. | 2021                       | 10.71               |
|    |   |                 |                 |                |                      |                            |                     |
| 36 | 2 | Втори епизод    | Катерин Моршеад | Джулиан Фелоуз | 28 септември 2014 г. | 2021                       | 10.47               |
|    |   |                 |                 |                |                      |                            |                     |
| 37 | 3 | Трети епизод    | Катерин Моршеад | Джулиан Фелоуз | 5 октомври 2014 г.   | 2021                       | 10.15               |
|    |   |                 |                 |                |                      |                            |                     |
| 38 | 4 | Четвърти епизод | Минки Спиро     | Джулиан Фелоуз | 12 октомври 2014 г.  | 2021                       | 10.25               |
|    |   |                 |                 |                |                      |                            |                     |
| 39 | 5 | Пети епизод     | Минки Спиро     | Джулиан Фелоуз | 19 октомври 2014 г.  | 2021                       | 10.39               |
|    |   |                 |                 |                |                      |                            |                     |
| 40 | 6 | Шести епизод    | Филип Джон      | Джулиан Фелоуз | 26 октомври 2014 г.  | 2021                       | 9.87                |
|    |   |                 |                 |                |                      |                            |                     |
| 41 | 7 | Седми епизод    | Филип Джон      | Джулиан Фелоуз | 2 ноември 2014 г.    | 2021                       | 10.77               |
|    |   |                 |                 |                |                      |                            |                     |
| 42 | 8 | Осми епизод     | Майкъл Енглер   | Джулиан Фелоуз | 9 ноември 2014 г.    | 2021                       | 10.44               |
|    |   |                 |                 |                |                      |                            |                     |

### Коледен епизод (2014)
| №  | # | Заглавие         | Режисура   | Сценарий       | Първо излъчване     | Първо излъчване в България | Рейтинг (в милиони) |
| -- | - | ---------------- | ---------- | -------------- | ------------------- | -------------------------- | ------------------- |
| 43 | 1 | Коледен епизод 4 | Неизвестно | Джулиан Фелоуз | 25 декември 2014 г. | 2021                       | 7.99                |
|    |   |                  |            |                |                     |                            |                     |

## Сезон 6 (2015)
| №  | # | Заглавие      | Режисура   | Сценарий   | Първо излъчване      | Първо излъчване в България | Рейтинг (в милиони) |
| -- | - | ------------- | ---------- | ---------- | -------------------- | -------------------------- | ------------------- |
| 44 | 1 | Episode One   | Неизвестно | Неизвестно | 20 септември 2015 г. | 25 декември 2021 г.        | 10.32               |
|    |   |               |            |            |                      |                            |                     |
| 45 | 2 | Episode Two   | Неизвестно | Неизвестно | 27 септември 2015 г. | 26 декември 2021 г.        | 10.04               |
|    |   |               |            |            |                      |                            |                     |
| 46 | 3 | Episode Three | Неизвестно | Неизвестно | 4 октомври 2015 г.   | 26 декември 2021 г.        | 9.68                |
|    |   |               |            |            |                      |                            |                     |
| 47 | 4 | Episode Four  | Неизвестно | Неизвестно | 11 октомври 2015 г.  | 1 януари 2022 г.           | 10.03               |
|    |   |               |            |            |                      |                            |                     |
| 48 | 5 | Episode Five  | Неизвестно | Неизвестно | 18 октомври 2015 г.  | 1 януари 2022 г.           | 10.25               |
|    |   |               |            |            |                      |                            |                     |
| 49 | 6 | Episode Six   | Неизвестно | Неизвестно | 25 октомври 2015 г.  | 2 януари 2022 г.           | 10.03               |
|    |   |               |            |            |                      |                            |                     |
| 50 | 7 | Episode Seven | Неизвестно | Неизвестно | 1 ноември 2015 г.    | 2 януари 2022 г.           | 7.88                |
|    |   |               |            |            |                      |                            |                     |
| 51 | 8 | Episode Eight | Неизвестно | Неизвестно | 8 ноември 2015 г.    | 9 януари 2022 г.           | Неизвестно          |
|    |   |               |            |            |                      |                            |                     |

### Коледен епизод (2015)
| №  | # | Заглавие         | Режисура   | Сценарий       | Първо излъчване     | Първо излъчване в България | Рейтинг (в милиони) |
| -- | - | ---------------- | ---------- | -------------- | ------------------- | -------------------------- | ------------------- |
| 52 | 1 | Коледен епизод 5 | Неизвестно | Джулиан Фелоуз | 25 декември 2015 г. | 9 януари 2022 г.           | Неизвестно          |
|    |   |                  |            |                |                     |                            |                     |